# クリル管区
クリル管区（クリルかんく、Курильский городской округ）は、ロシア連邦サハリン州の管区。中部千島の新知島、武魯頓島、知理保以島、得撫島と、南千島の択捉島を包括する。

## 行政区分
現在、7つの集落から構成されている。すべて択捉島に所在する。人口はことわりのない限り、2020年現在のもの。
以下の3集落は、日本の行政区分では択捉郡留別村に属する。
- ブレヴェスニク（ru:Буревестник）：日本名は天寧。ブレヴェスニク空港が所在する。人口は30人。
- クイビシェフ（ru:Горное (Итуруп)）：日本名は留別村大字留別村。人口は816人。
- ゴリャチエ・クリュチ村（ru:Горячие Ключи）：日本名は瀬石温泉。人口は2,030人。ロシア連邦軍東部軍管区の第18機関銃・砲兵師団の部隊が駐屯する。

以下の4集落は、日本の行政区分では紗那郡紗那村に属する。
- キトヴィ（ru:Китовое）：日本名はナヨカ。人口は489人。
- クリリスク（ru:Курильск）：クリル管区庁所在地。漁業活動の中心地。日本名は紗那村大字紗那村。ヤースヌイ空港が所在する。人口は2,541人(2024年)。
- レイドヴォ（ru:Рейдово）：人口976人。日本名は別飛村。
- ルイバキ村（ru:Рыбаки）：人口3人。日本名は有萌。

なお、日本の蘂取郡蘂取村（スラブノエ、Славное）にあたる地域は、ほとんどがロシア当局によって自然保護区に指定されており、立ち入りが規制されているため、居住者はいない。

## 人口
人口は減少傾向にあり、2002年には7,108人だったが、2016年には5,934人となっている。

## メディア
1948年11月、択捉島において新聞『赤灯台』が刊行された。